# Bremstein
Bremstein är en bergstopp i Österrike.   Den ligger i distriktet Leoben och förbundslandet Steiermark, i den östra delen av landet, 150 km sydväst om huvudstaden Wien. Toppen på Bremstein är 2 003 meter över havet, eller 7 meter över den omgivande terrängen. Bredden vid basen är 0,13 km.
Terrängen runt Bremstein är bergig åt sydväst, men åt nordost är den kuperad. Närmaste större samhälle är Knittelfeld, 16,2 km söder om Bremstein. 
I omgivningarna runt Bremstein växer i huvudsak blandskog. Runt Bremstein är det ganska tätbefolkat, med 56 invånare per kvadratkilometer.